# パウル・ゲルベル
パウル・ゲルベル（Paul Gerber, 1854年 - 1909年8月13日）は、ドイツの物理学者。
ベルリン生まれ。1872年から1875年までベルリンで学び、1877年にシュタルガルト・イン・ポンメルン（現在のポーランド領スタルガルト・シュチェチンスキ）の高校の教師となった。重力の伝達速度と水星の近日点移動に関する議論を呼んだ理論で知られる。
1909年、フライブルク・イム・ブライスガウで死去。

## 重力

### 基本概念
ウェーバー、ガウス、リーマンの電磁理論を基にして、1870年から1900年頃にかけて多くの科学者が重力に有限の伝達速度を導入し、水星の近日点移動の正確な値を導き出そうと試みた 。1890年にモーリス・レヴィはウェーバーとリーマンの理論を組み合わせ、重力の伝達速度が光速に等しいとすることで、水星の近日点移動の正確な値を導出することに成功した 。しかしウェーバーらの基本理論は間違っていたので(例えばウェーバーの理論はマクスウェル方程式に取って代わられた)、それらの仮説は否定された。
それらの否定された理論の変種の一つが1898年と1902年に発表されたゲルベルの理論である 。重力の伝達速度が有限であると仮定することにより、ゲルベルは重力ポテンシャルに対して次の式を与えた。
{\displaystyle V={\frac {\mu }{r\left(1-{\frac {1}{c}}{\frac {dr}{dt}}\right)^{2}}}}
二項定理を用いて二次までの近似すると
{\displaystyle V={\frac {\mu }{r}}\left[1+{\frac {2}{c}}{\frac {dr}{dt}}+{\frac {3}{c^{2}}}\left({\frac {dr}{dt}}\right)^{2}\right]}
ゲルベルによると重力の伝達速度(c)と近日点移動(Ψ)の関係は
{\displaystyle c^{2}={\frac {6\pi \mu }{a(1-\epsilon ^{2})\Psi }}}
ここで
{\displaystyle \mu ={\frac {4\pi ^{2}a^{3}}{\tau ^{2}}}}, ε = 離心率,  a = 軌道長半径, τ = 公転周期.
これによりゲルベルは重力の伝達速度を約30500km/sと算出することができた。これはほぼ光速に等しい。

### 論争
ゲルベルの式によると近日点移動は 
{\displaystyle \Psi =24\pi ^{3}{\frac {a^{2}}{\tau ^{2}c^{2}(1-\epsilon ^{2})}}}
で与えられる。この式がアインシュタインの一般相対性理論による式(1915年)と数学的に同一であることが、アインシュタインと相対性理論の批判者であるエルンスト・ゲールケによって1916年に指摘された 。
それが発端となり、1917年にゲルベルの1902年の論文がアナーレン・デア・フィジーク誌に再掲載された。ゲールケはこの論文によりアインシュタインの先取権に疑問を投げ、アインシュタインによる盗用を証明しようとした。しかし、A.Fölsingとローズベル(Roseveare)によると、ゲルベルの論文が再掲載された後すぐにゼーリガー 、ラウエのような科学者たちが、ゲルベルの理論は矛盾しておりゲルベルの式はその前提から導かれる結果とは一致しないという内容の論文を発表し、ゲールケの主張は否定された。アインシュタインは1920年に次のように書いている。
| 「 | ゲールケ氏は水星の近日点移動が相対性理論なしで説明できると我々に信じさせたい。その場合2つの可能性がある。特別な惑星間質量を考案するか、(中略)私より前に水星の近日点移動の正しい式を与えたゲルベルの仕事に依るかである。専門家達はゲルベルの導出が完全に間違っているだけでなく、ゲルベルの式が彼の主な仮定からは導かれないことで意見が一致している。ゲルベル氏の仕事はそれゆえに全く役に立たず、不成功で誤った理論的試みである。水星の近日点移動に初めて本当の説明を与えたのは一般相対性理論である。私が水星の近日点移動の仕事を書いたときに、ゲルベルの仕事を知らなかったので、私はこれまでゲルベルについて言及してこなかった。たとえゲルベルの仕事に気づいていたとしても、それに言及する理由はなかっただろう。 | 」 |

近年ローズベルは、ゲルベルの導出は不明瞭だがゲルベルがその結論を見出した方法を見つけたと主張している(ローズベルの導出は同様に批判されているが)。さらに重要なことに、ローズベルはゲルベルの理論が実験と矛盾することを示した。太陽の重力場の中の光の屈曲がゲルベルの理論だと大きすぎ、もし相対論的質量を考慮するならゲルベルの近日点移動に対する予想も間違っている。